# Belvedere auf dem Pfingstberg
Belvedere auf dem Pfingstberg ("Belvedere på Pingstberget") är ett sommarpalats beläget i stadsdelen Nauener Vorstadt i staden Potsdam, i Brandenburg, Tyskland.  Palatset har två höga utsiktstorn och ligger i anslutning till Neuer Garten, med utsikt över stora delar av Potsdam och västra Berlin.  Det beställdes av kung Fredrik Vilhelm IV av Preussen, med anledning av den vackra utsikten från platsen, och var ursprungligen tänkt att utgöra en del av en betydligt större byggnad.
Byggnaden konstruerades i två faser, den första mellan 1847 och 1852, och färdigställdes därefter mellan 1860 och 1863.   Arkitekterna Ludwig Persius, Friedrich August Stüler och Ludwig Ferdinand Hesse ritade byggnaden efter kungens skisser, och trädgården planerades av trädgårdsarkitekten Peter Joseph Lenné.  Inspirationen till bygget kom från kasinot vid Palazzo Farnese i Caprarola norr om Rom. De ursprungliga planerna kom dock att överges då Fredrik Vilhelm IV dog 1861, när stora delar fortfarande var på planeringsstadiet, och Vilhelm I lät avsluta projektet i mer blygsam skala.
Efter att Berlinmuren byggdes 1961 var palatset avstängt för besökare, då det låg med utsikt över muranläggningarna i östra Potsdam, som var militärt skyddsobjekt.  Palatset förföll i brist på underhåll men kunde efter bildandet av en ideell stödförening 1988 och Tysklands återförening renoveras under 1990-talet med hjälp av privata donationer. Palatset är sedan 1999 en del av Unesco-världsarvet Palats och parker i Potsdam och Berlin och är öppet för allmänheten.